# L'amico di famiglia (film 1964)
L'amico di famiglia (Patate) è un film del 1964 diretto da Robert Thomas.